# Katas döttrar
Katas döttrar var en teater- och sånggrupp från Sundsvall.
Katas döttrar, vars namn åsyftar Kata Dalström, var en amatörteatergrupp som bildades av personer tillhöriga socialdemokratiska kvinnoklubben i Sundsvall. De framförde på ABF-Forum 1978 för första gången ett strejkspel om Sundsvallsstrejken, vilken vidareutvecklades inför hundraårsdagen av nämnda strejk och fick titeln Emma i Ringbyggningen – ett spel om kvinnornas och barnens situation under Sundsvallsstrejken 1879.
År 1979 gav Katas döttrar även ut musikalbumet Kvinnor sjung ut! (a disc BS 790402), vilket spelades in på Medelpads socialdemokratiska kvinnodistrikts årskonferens i mars samma år. På detta album består gruppen av medlemmarna Lena Bråbäck, Siv Fotmeyer, Mona Hillman, Ruth Holmqvist, Margareta Johansson, Ove Johansson, Elna Kvick, Ann-Christine Lundström, Bert Nygren, Eva Söderlund, Ingegärd Wermelin, Berit Westerlund och Barbro Wiborg. På albumet medverkar även en rad gästmusiker, däribland Slim Lidén, medan Eva Swedenmark medverkade som textförfattare.